# Бирковс, Алвис
Алвис Бирковс (латыш. Alvis Birkovs; род. 30 марта 1950, Рига, Латвийская ССР, СССР) — советский и латвийский режиссёр и актёр.

## Биография
Алвис Бирковс родился 30 марта 1950 года в Риге, в семье служащих.
Окончил 49-ю Рижскую среднюю школу (1968) и режиссёрское отделение театрального факультета Латвийской государственной консерватории им. Я. Витола (1979).
Ассистент режиссёра, режиссёр и актёр Государственного театра юного зрителя Латвийской ССР (1977—1989); директор, художественный руководитель и преподаватель актёрского мастерства Рижского Торня театра, созданного на базе драматической студии Рижского видеоцентра; режиссёр Рижского Молодёжного театра.
Принимал участие в качестве приглашённого режиссёра в постановках драматических студий Великобритании и США. Преподавал в частной актёрской школе в Шотландии.
В 1985 году снялся в главной роли в детективной ленте режиссёра Арвида Криевса «Малиновое вино».
Член Общества театральных работников Латвии (1983).

## Творчество

### Роли в театре

#### Государственный театр юного зрителя Латвийской ССР
- 1979 — «История одного покушения» Семёна Лунгина и Ильи Нусинова - Адвокат с газетой
- 1981 — «Ожидание праздника» Паула Путниньша — Фаулбаум
- 1985 — «И всё-таки она вертится!» Александра Хмелика — Карлонкул

### Режиссёрские работы
Валмиерский государственный театр драмы им. Л.Паэгле, Латвийская ССР
- 1979  - «Остров сокровищ» Р.Стивенсона, сценография Александра Орлова

#### Государственный театр юного зрителя Латвийской ССР
- 1979 — «Много шума из ничего» Уильяма Шекспира (ассистент режиссёра)
- 1982 — «Маугли» Л. Стумбре и У. Берзиньша по Книге джунглей Редьяра Киплинга
- 1985 — «Дракон» Евгения Шварца
- 1988 — «Ларсоны и Карлсоны» Яна Экхольма

### Фильмография
- 1978 — Обвиняемый — Браун
- 1985 — Малиновое вино — Гиртс Рандерс
- 2008 — Любитель